# Emil Kraatz
Emil Gustav Kraatz (* 25. November 1848 in Teltow; † 1921) war ein deutscher Politiker, Bürgermeister sowie Oberbürgermeister in Pforzheim und Naumburg (Saale).

## Leben
Emil Kraatz stammte aus Teltow. Von 1876 bis 1880 war er Bürgermeister der Stadt Bernau bei Berlin, von 1885 bis 1889 Oberbürgermeister der Stadt Pforzheim und von 1889 bis 1913 zunächst Erster Bürgermeister und dann Oberbürgermeister der Stadt Naumburg (Saale).
Unter Oberbürgermeister Emil Kraatz setzte in Naumburg (Saale) ein Modernisierungsprozess des Schulwesens ein. Die Gründe dafür waren die Schülerzahlen, die immer weiter anstiegen, und die baulichen und hygienischen Verhältnisse an den vorhandenen Schulen, die oft nicht mehr den Anforderungen der Zeit entsprachen. Der Magistrat beschloss entsprechend, die bisherigen Schulstandorte aufzugeben und neue zu errichten. Zwischen 1887 und 1889 wurde deshalb die Marienschule als Volksschule für Mädchen errichtet. Von 1896 bis 1899 wurde darüber hinaus die Georgenschule für Jungen neu geschaffen. Auf Vorschlag von Emil Kraatz wurde auf einer großen Bürgerversammlung im Mai 1892 die Gründung der Naumburger Straßenbahnaktiengesellschaft beschlossen, bei der eine große Anzahl der Naumburger Bürger Gesellschafteranteile übernahmen.
Emil Kraatz war von 1894 bis 1899 Mitglied des Provinziallandtags der Provinz Sachsen.

## Veröffentlichungen
- Aus dem Leben eines Bürgermeisters und der von ihm in den letzten 37 Jahren verwalteten Städte. Erinnerungen, Erfahrungen und Betrachtungen. Verlag Friedrich Wilhelm Grunow, Leipzig 1914.